# Riazánskaya
Riazánskaya (del ruso: Ряза́нская) es una stanitsa del raión de Beloréchensk del krai de Krasnodar, en Rusia. Se sitúa en la orilla derecha del río Pshish, afluente del Kubán, 31 km al suroeste de Beloréchensk y 45 km al sureste de Krasnodar, la capital del krai.
Es cabeza del municipio Riazánskoye, al que pertenecen asimismo Glivenko, Séverni, Golovkov, Aviatsiya, Fokin Pervi y Beliáyevski.

## Historia
La localidad fue fundada en la segunda mitad del siglo XIX con el nombre de Gabukayevskaya. A finales de ese siglo tenía 5 067 habitantes. Pertenecía al otdel de Ekaterinodar del óblast de Kubán hasta 1920.

## Demografía
| Gráfica de evolución de Riazánskaya entre 1939 y 2010 |
|                                                       |
| Fuente: Krsdstat                                      |

## Composición étnica
La etnicidad de Ryazanskaya para el 2002 se constituía de: 92.5 % rusos, 2.2 % ucranianos, 1.7 %  armenios, 0.8 % rom y 0.5 % adigues.